# Welcome to Fabulous Las Vegas
O Welcome to Fabulous Las Vegas é um letreiro e monumento de néon que adorna o início da Strip de Las Vegas desde 1959. O letreiro foi criado por Betty Willis a pedido de Ted Rogich, um empresário local que o vendeu para o condado de Clark. Situa-se na 5200 Las Vegas Blvd South.
Foi incluído como um objeto no Registro Nacional de Lugares Históricos em 1 de maio de 2009.

## História

### A autora
A família de Betty Willis se mudou para Las Vegas em 1905 e seu pai tornou-se assessor do condado de Clark. Willis estudou arte na Califórnia e retornou a Las Vegas, onde pôde divulgar seu trabalho.

### O letreiro
Betty Willis projetou um letreiro único em estilo e formato a pedido do ricaço Ted Rogich, que colaborou com ela em alguns momentos. Rogich era um dmirador confesso dos sinais a publicitar os casinos, e reparou que não havia nenhum a publicitar a cidade. Betty não requisitou seus direitos autorais sobre a construção desde que a considerou um presente para Las Vegas.
Em 1999, o letreiro ficou em estado deplorável por mais de um mês devido a venda da empresa que era responsável pela manutenção. O problema foi contornado pelas autoridades locais.
Em janeiro de 2014 foi anunciado que a fonte de energia do letreiro passará a ser energia solar.

## Réplicas
- Em 2007, foi inaugurado um letreiro similar na Boulder Highway.

## Na cultura popular
O letreiro já apareceu em várias produções cuja temática inclui Las Vegas, como:
- Las Vegas
- Looney Tunes: Back in Action
- 3000 Miles to Graceland
- Next